# Scolopendra hardwickei
Scolopendra hardwickei är en mångfotingart som beskrevs av Newport 1844. Scolopendra hardwickei ingår i släktet Scolopendra och familjen Scolopendridae. Inga underarter finns listade i Catalogue of Life.